# Обсерватория Эмеральд-Лейн
Обсерватория Эмеральд-Лейн (англ. Emerald Lane Observatory) — астрономическая обсерватория, основанная в 1999 году в Декейтере, Алабама, США.

## Руководители обсерватории
- en:Loren C. Ball

## Инструменты обсерватории
- 16" Meade LX-200 Шмидт-Кассегрен

## Направления исследований
- Открытие астероидов

## Основные достижения
- Открыто 79 астероидов с 2000 по 2004 года, которые уже получили постоянное обозначение (всего открыто 147 астероидов)[1]
- 4483 астрометрических измерений опубликовано с 1999 по 2004 года[2]